# Carita Thorén
Carita Thorén, född 9 september 1991, är en svensk tyngdlyftare från Gotland. Bland hennes  meriter finns ett silver och ett brons i U23-EM. Hon tävlar i 69kg-klassen och under EM i Förde 2016 kom hon totalt på sjätte plats. 

## Personliga rekord
Thoréns personliga rekord
| Ryck   | Stöt   | Totalt |
| ------ | ------ | ------ |
| 100 kg | 122 kg | 222 kg |